# جاك جونستون
جاك جونستون (بالإنجليزية: Jack Johnston)‏ هو لاعب كرة قدم أسترالية أسترالي، ولد في 11 ديسمبر 1887، وتوفي في 28 نوفمبر 1962.

## وصلات خارجية
- جاك جونستون على موقع AustralianFootball.com (الإنجليزية)
- جاك جونستون على موقع AFLtables.com (الإنجليزية)